# Lago Nero (Cesana Torinese)
Il lago Nero è un lago alpino situato a 2070 metri s.l.m., nel comune di Cesana Torinese in provincia di Torino.

## Geografia

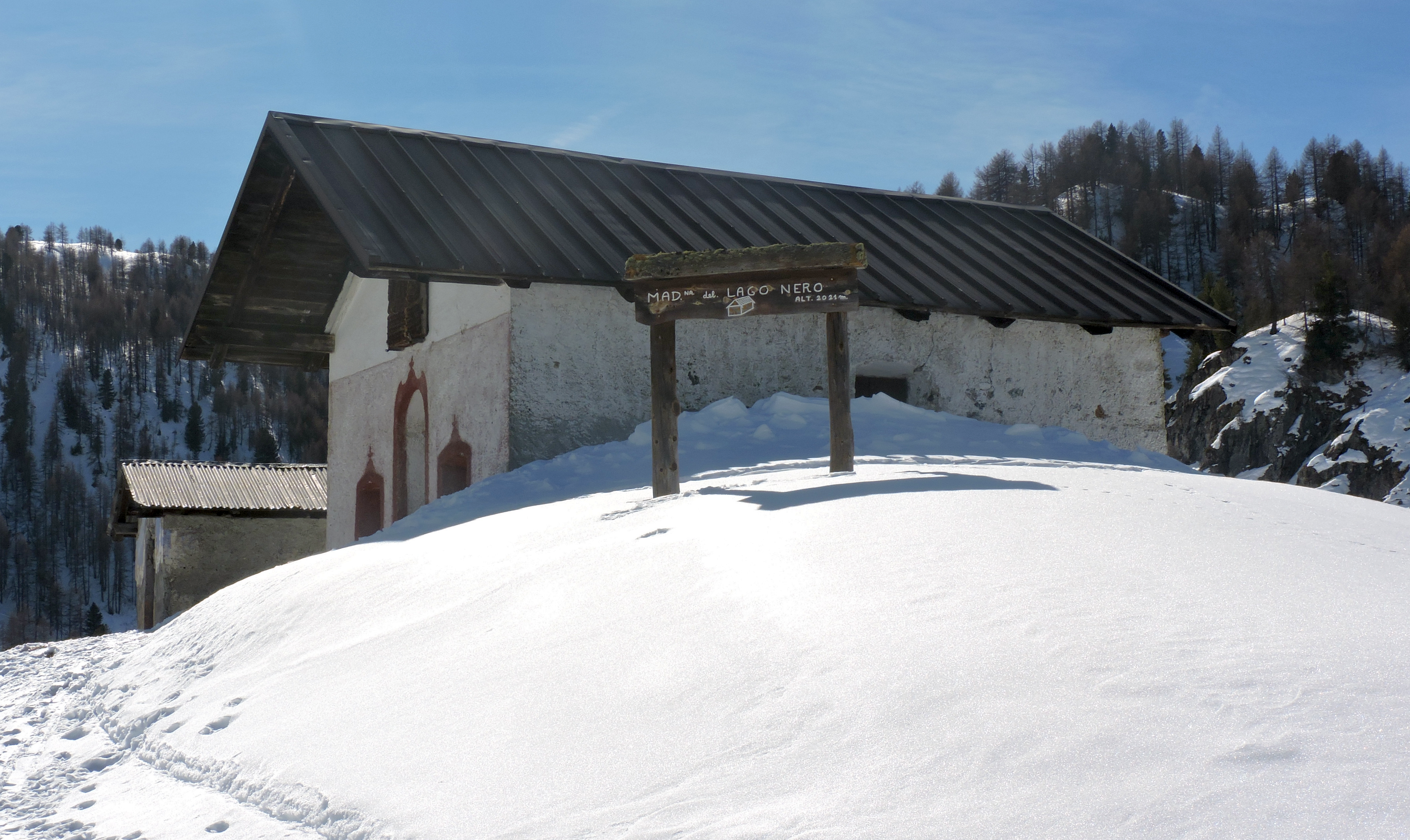
La Madonna del Lago Nero

Il lago si trova ai piedi del Col Saurel, a pochi chilometri dal confine francese, ed è raggiungibile attraverso una strada sterrata da Bousson e da Claviere. Non lontano dallo specchio d'acqua si trova un piccolo santuario, la Madonna del lago Nero, fondato tra il 1747 e il 1840 e ricostruito nel 1854 per volere degli abitanti di Bousson. Poco a monte del lago è situato un rifugio chiamato Capanna Mautino, di proprietà dello Sci Club Torino, che può costituire un punto d'appoggio per l'accesso estivo o invernale alle cime della zona come il monte Corbioun, la Cima Fournier o la Cima Saurel.

## Protezione della natura

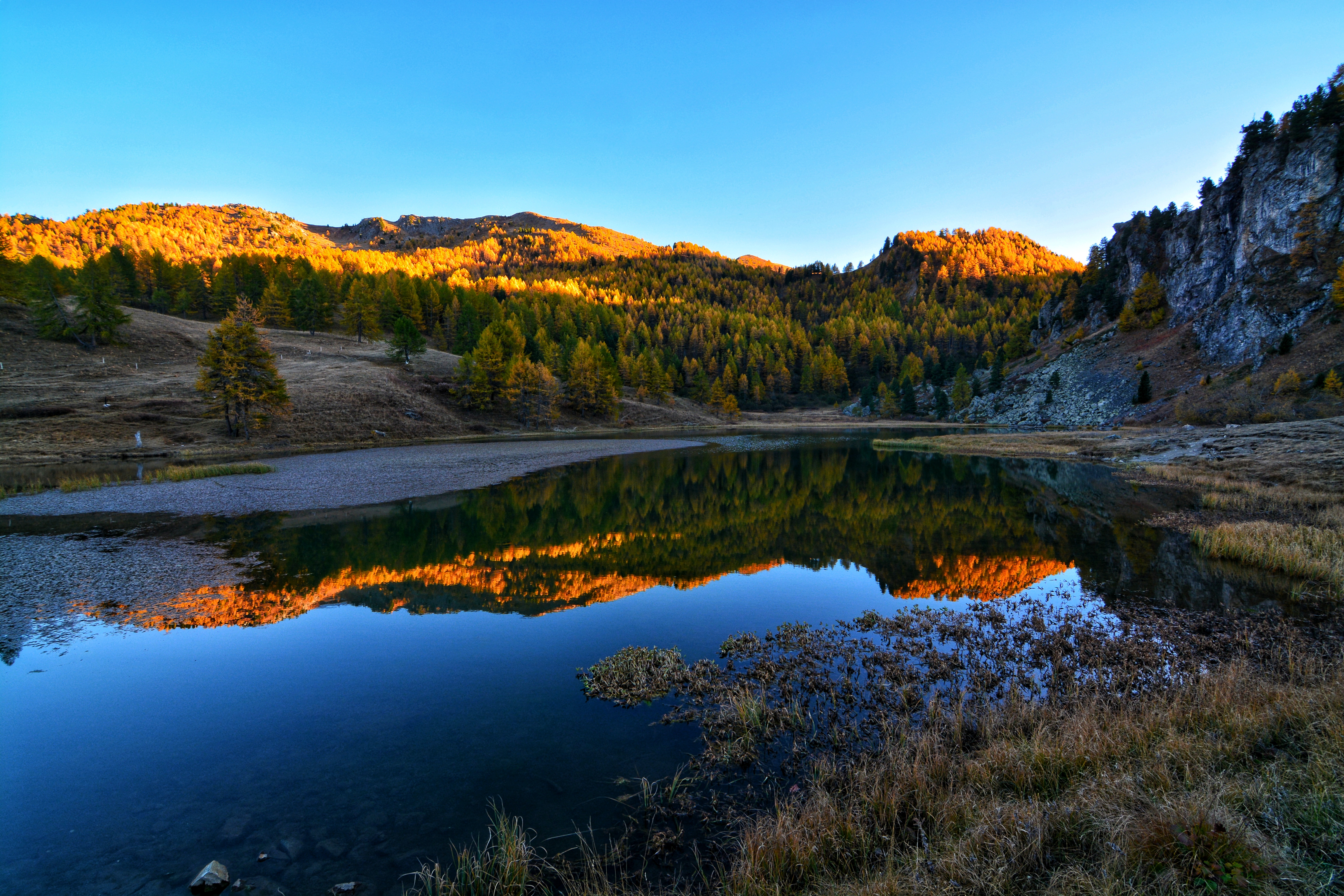
Il lago d'autunno

Il lago fa parte del SIC denominato Cima Fournier e Lago Nero (cod.IT1110058), di 639 ettari di superficie..